# Seeschlacht am Kap Kaliakra
In der Seeschlacht am Kap Kaliakra besiegte am 31. Juli 1791 die kaiserlich-russische Schwarzmeerflotte eine vor der Küste bei Kaliakra (seltener auch Kaliakria) ankernde osmanische Flotte. Sie war die letzte Schlacht des Russisch-Österreichischen Türkenkrieges (1787–1792).

## Vorgeschichte
Im Krieg gegen das Russische Reich und das Habsburger-Reich hatte das Osmanische Reich sowohl zu Lande als auch zur See bereits mehrere Niederlagen erlitten. Osmanische Gegenangriffe auf die Krim waren durch die russische Flotte 1790 in den Seeschlachten bei Kertsch und vor Tendra abgewehrt worden. Nachdem Osmanen und Österreicher aber 1791 den Frieden von Sistowa geschlossen hatten, sollte eine osmanische Flotte die auch nach der Niederlage von Măcin in der Dobrudscha noch gegen die Russen kämpfenden Truppen verstärken. Zu diesem Zwecke wurden alle noch verfügbaren osmanischen Linienschiffe im Schwarzen Meer zusammengezogen. Zu der insgesamt 60 oder 61 Schiffe umfassenden Flotte zählten neben türkischen auch algerische, tunesische und tripolitanische Fregatten, Korvetten und kleinere Kriegs- sowie Transportschiffe. Ihr Befehlshaber, der osmanische Vizeadmiral Said Ali Pascha, war selbst Algerier und hatte schon bei Kertsch bzw. Tendra gegen die von Konteradmiral Fjodor Uschakow befehligte russische Schwarzmeerflotte gekämpft.

## Ausgangslage
Uschakows übliche Taktik war es, eine Übermacht gegenüber einem Teil der gegnerischen Flotte zu konzentrieren, dort Wirkungsfeuer schießen zu lassen und dann zum Enterkampf überzugehen. Allerdings hatten die Osmanen insgesamt mehr Kanonen als die Russen, und die meisten osmanischen Kanonen waren Ende des 18. Jahrhunderts ebenso gut wie die der Russen oder anderer europäischer Großmächte. Die meisten osmanischen Kriegsschiffe waren angesichts zu erwartender Enterkämpfe zudem stärker bemannt als die russischen, was bei massivem Beschuss aber auch zu mehr Opfern an Bord führte. Zuzüglich der osmanischen Soldaten, die mit der Flotte von Istanbul an die Nordküste des Schwarzen Meeres gebracht werden sollten, befanden sich 20.000 Mann auf den Schiffen. Ein großer Teil der osmanischen Soldaten und Besatzungen einiger näher am Ufer ankernden Schiffe der vor dem Kap Kaliakra wartenden Flotte war jedoch an Land gegangen, um dort das islamische Opferfest bzw. Bayram-Fest (Kurban Bayramı) zu begehen. Eine kleine, an Land aufgestellte Artillerie-Batterie sollte die Flotte schützen.

## Verlauf
Am 11. Dhū l-Hiddscha des islamischen Jahres 1250 (dem 31. Juli 1791 nach damaligem russisch-julianischen Kalender bzw. 11. August 1791 nach heutigem westeuropäisch-gregorianischen Kalender) entdeckte und überraschte Uschakow die nicht durch Patrouillenschiffe gesicherte osmanische Flotte. Er steuerte seine Schiffe zwischen das Ufer und die vor dem Kap ankernden osmanischen Schiffe und eröffnete von seinem Flaggschiff Рождество Христово („Geburt Christi“) sofort das Feuer, ohne lange auf die noch nachfolgenden russischen Schiffe zu warten. Dadurch drängte er die näher am Ufer ankernden Schiffe weiter vom Land ab und nahm den osmanischen Besatzungen an Land die Möglichkeit zu ihren Schiffen zurückzukehren. Zudem waren die Kanonen der meisten osmanischen Schiffe in Richtung See, nicht in Richtung Land ausgerichtet, weil die Osmanen – wenn überhaupt – einen Angriff vom offenen Meer her erwarteten. Dennoch reagierte auch Ali Said sofort, ließ von seinem Flaggschiff das Feuer umgehend erwidern, schickte Uschakow die schnelleren algerischen Fregatten entgegen und versuchte sogar, Uschakows Schiff zu entern. Eilig kappten die Osmanen die Ankertaue der anderen, von Admiral (Kapudan Pascha) Giritli Hussein befehligten Schiffe und hissten die Segel, um sie rasch wenden und in Schlachtordnung bringen zu können. In dem dabei entstandenen Durcheinander sollen zwei osmanische Linienschiffe durch Kollisionen einander beschädigt und einige Schiffe sich sogar gegenseitig beschossen haben. Nach einem dreistündigen Feuergefecht mit bis zu 450 Toten und Verletzten auf osmanischer Seite, bei dem auch die russische Fregatte Александр Невский (Alexander Newski) stark beschädigt wurde, ermöglichten die hereinbrechende Nacht und günstigere Winde den meisten osmanischen Schiffen die Flucht. Am nächsten Morgen zerstörte Uschakows Flotte jedoch noch fünf kleinere osmanische Kriegsschiffe und mehrere Transportschiffe.

## Folgen
Die osmanische Flotte war erneut geschlagen, vertrieben, zurückgedrängt und zerstreut worden, wurde am Kap Kaliakra aber nicht vernichtet, wie es  gelegentlich dargestellt wurde und wird. Andererseits hatte nur der Rückzug sie vor der Vernichtung bewahrt. Ihre Reste sammelten sich in Warna, wohin sie zu verfolgen Uschakow sich anschickte. Angesichts der Erkenntnis, dass ohne eine schlagkräftige osmanische Flotte keine Gegenangriffe und Landungen an der Nordküste des Schwarzen Meeres mehr möglich waren, resignierten die Osmanen und unterzeichneten noch am gleichen Tag in Galatz einen Waffenstillstand und einen Präliminarfrieden – anderen Angaben zufolge sollen Gerüchte über einen bevorstehenden Angriff Uschakows auf Istanbul für das panische Einlenken der Osmanen verantwortlich gewesen sein.
Im Gedenken an die Schlacht wurde 2006 ein Uschakow-Denkmal am Kap Kaliakra errichtet.